# Tyrannochthonius nanus
Tyrannochthonius nanus är en spindeldjursart som först beskrevs av Beier 1966.  Tyrannochthonius nanus ingår i släktet Tyrannochthonius och familjen käkklokrypare. Inga underarter finns listade i Catalogue of Life.